# Paracomantenna wishnerae
Paracomantenna wishnerae är en kräftdjursart som beskrevs av Markhaseva 1995. Paracomantenna wishnerae ingår i släktet Paracomantenna och familjen Aetideidae. Inga underarter finns listade i Catalogue of Life.